# SN 2003Y
SN 2003Y – supernowa typu Ia odkryta 29 stycznia 2003 roku w galaktyce IC 522. W momencie odkrycia miała maksymalną jasność 17,40m.